# Trechinae
De Trechinae zijn een onderfamilie van de familie loopkevers (Carabidae). De wetenschappelijke naam is voor het eerst geldig gepubliceerd in 1810 door Franco Andrea Bonelli.
De meeste soorten in deze onderfamilie hebben een typisch loopkeverachtige lichaamsbouw. Sommige vertegenwoordigers lijken op zandloopkevers zoals de grootoogjes uit het geslacht Asaphidion (subtribus Bembidiina).

## Tribus en subtribus
- Bembidiini Stephens, 1827
  - Anillina Jeannel, 1937
  - Bembidiina Stephens, 1827
  - Horologionina Jeannel, 1949
  - Lovriciina Giachino, Gueorguiev & Vailati, 2011
  - Tachyina Motschulsky, 1862
  - Xystosomina Erwin, 1994
- Lissopogonini Zamotajlov, 1999
- Patrobini Kirby, 1837
- Pogonini Laporte, 1834
- Trechini Bonelli, 1810
  - Aepyna Fowler, 1887
  - Perileptina Sloane, 1903
  - Trechina Bonelli, 1810
  - Trechodina Jeannel, 1926
- Zolini Sharp, 1886
  - Chalteniina Roig-Junient & Cicchino, 2001
  - Sinozolina Deuve, 1997
  - Zolina Sharp, 1886